# Tamarin-lion à face noire
Leontopithecus caissara · Tamarin-lion de Caixa
Espèce
Statut de conservation UICN

 CR C1 : 
En danger critique
Statut CITES
Le Tamarin-lion à face noire ou Tamarin-lion de Caixa (Leontopithecus caissara) est une espèce de primate de la famille des Callitrichidae.

## Autres noms
Black-faced lion tamarin, Superagüi lion tamarin. Mico-leão-de-cara-preta, mico-leão-caiçara, carinha preta (Brésil).

## Découverte
Décrit en 1990 par Maria Lúcia Lorini et Vanessa Guerra Persson. Taxonomie d'après les Caiçaras, population locale.

## Distribution
Est du Brésil. Minuscule zone (~170 km2) dans les prairies du bord de mer, dans l'extrême nord-est de l'État du Paraná et l'extrême sud de l'État de São Paulo, à cheval entre ces deux États. Sa répartition exacte comprend dans le Paraná les vallées des rio Sebui, Branco et dos Patos, ainsi que juste en face les îles de Superagüi et de Peças, à la frontière Paraná/São Paulo le canal de Varadouro, dans l'État de São Paulo la vallée du Rio et Araçaúba (municipalité de Cananéia). Peut-être aussi présent le long de la Serra do Mar près de la côte. Le plus austral des callitrichidés.

## Habitat
Forêt tropicale primaire. Haute restinga hérissée d'arbres moyens (10 à 20 m) et zone de transition restinga/forêt côtière hérissée d'arbres de 12 à 20 m et plus, deux habitats riches en lianes, épiphytes et palmiers. Caxetais forêt inondée marécageuse peuplée d'arbustes (8 à 10 m) où domine le caxeta (Tabebuia cassinoides) et le guanandi (Calophyllum brasiliensis).

## Description
Pelage presque entièrement doré. Tête, crinière, barbe et nuque noirs. Garrot et bras noirs. Queue noire sauf la base dorée. Pieds et mains noirs mêlés de doré. Face nue et sombre.

## Mensurations
Poids 675 g.

## Domaine
De 1,5 à 3 km2 (durant la saison sèche), à Superagüi, d'après Lorini.

## Densité
1,5 km2 (Superagüi).

## Locomotion
Quadrupède.

## Comportements basiques
Diurne. Arboricole.

## Activités
Se déplace entre 6 et 10 m de hauteur. À Superagüi, passe plus de la moitié de son temps d'activité en déplacements et 30 % à rechercher sa nourriture et à s'alimenter. S'accorde une pause autour de 8 heures et en début d'après-midi, s'endormant dès la tombée de la nuit dans un trou d'arbre.

## Alimentation
Frugivore-faunivore-exsudativore. Fruits (surtout pendant les saisons humides entre avril-juin et entre octobre-décembre), exsudats (gommes et nectar), champignons (surtout à la saison sèche entre juillet-septembre), insectes et grenouilles arboricoles. Mange les fruits du goyavier fraise (Psidium cattleianum), du palmier jerivá (Syagrus romanzoffiana), du pau-pombo (Tapirira guianensis), du maria preta (Vitex polygama), la base des feuilles des broméliacées Vriesia sp. et le nectar des inflorescences de Norantea brasiliensis.

## Taille du groupe
4-7 (de 2 à 11).

## Reproduction
Les jeunes Tamarin lion à face noire naissent entre septembre et mars, lorsque la nourriture est abondante.

## Menaces
Déforestation.

## Effectifs
400 rescapés dans la nature (en 2002), disséminés en une cinquantaine de groupes.

## Conservation
PN de Superagüi et PN de l'Ilha de Peças (État du Paraná) ; Aire de protection environnementale de Cananéia-Iguape-Peruibe mais apparemment absent du PN de Jacupiranga (État de São Paulo), au Brésil. Depuis 1989, il est protégé spécialement dans le parc national de Superagüi 214 km2. Toutes les espèces de petite singes-lions sont élevées au centre de primatologie de Rio de Janeiro sous la direction du vétérinaire brésilien Alcides Pissinatti. Ce dernier y élève vingt-quatre espèces de primates sans autre aide financière que son salaire versé par le gouvernement de son pays.